# Fractura de Galeazzi
La fractura de Galeazzi  és un tipus especial de fractura de l'avantbraç, on existeix compromís a nivell de la diàfisi radial en conjunt a una luxació en l'articulació distal ràdio-ulnar. La lesió produeix una disrupció a nivell de l'articulació del canell. És anomenada així en honor del cirurgià italià Ricardo Galeazzi (1866-1962) de l'institut de Rachitici de Milà, qui va descriure la lesió el 1934. No obstant això, aquesta lesió va ser per primera vegada descrita el 1842 per Cooper. Passa entre 3 a 7% del total de fractures de canell. Té una major freqüència en homes. La lesió està associada a caigudes amb el braç i mà en hiperextensió.